# 7565 Ціпфель
7565 Ціпфель (7565 Zipfel) — астероїд головного поясу, відкритий 14 вересня 1988 року.
Тіссеранів параметр щодо Юпітера — 3,220.